# Смилтенский район
Смилтенский район (латыш. Smiltenes rajons) — бывший административный район Латвийской ССР с центром в городе Смилтене, существовавший в 1949—1959 годах.
Смилтенский район был создан 31 декабря 1949 года. С 8 апреля 1952 года по 25 апреля 1953 года Смилтенский район был включён в состав Рижской области.
По данным на 1 марта 1954 года в районе был 1 города (Смилтене) и 19 сельсоветов. После укрупнения сельсоветов к 1 июля 1954 года их число сократилось до 13 (Аумейстерский, Билский, Бирзульский, Бломский, Брантский, Вальский, Грундзальский, Звартавский, Лаункалнский, Палсманский, Планьский, Смилтенский и Цертенский).
7 декабря 1956 года к Смилтенскому району была присоединена часть территории упразднённого Гауенского района, в том числе рабочий посёлок Яунпиебалга.
Смилтенский район был ликвидирован 11 ноября 1959 года, а его территория передана в Алуксненский, Валкский, Гулбенский район и Цесисский районы.